# Montaña otoñal
Montaña otoñal (秋山図 Shūzanzu?) es un cuento de 1921 del escritor japonés Ryūnosuke Akutagawa. El autor publicó la historia por primera vez cuando tenía veintinueve años. La narración cuenta la historia de una pintura, que se supone que es la más hermosa jamás realizada. Sin embargo, cuando el narrador ve la pintura, no cumple con las expectativas de una supuesta obra maestra de sin igual belleza. Sin embargo, incluso a pesar de que el narrador no sabe si la pintura realmente existe, se da cuenta de que puede ver la belleza en su mente. En el cuento, Akutagawa trata los temas de la verdad y la belleza.

## Trama
Mientras visita a su amigo Yün Nan-t'ien, Wang Shih-ku cuenta una historia sobre una pintura magistral llamada Montaña otoñal del artista Ta Ch'ih. Explica que un hombre llamado Yen-k'o, un gran admirador de Ta Ch'ih, se enteró de la pintura, que se suponía que era la mejor obra del artista. Buscando la pintura, Yen-k'o termina en la casa del Sr. Chang, quien le muestra la obra. Yen-k'o está asombrado por ella, declarándola de "calidad divina". Convencido de haber presenciado la belleza perfecta, intenta comprar la pintura varias veces durante muchos años, pero el Sr. Chang se niega a venderla.
Cincuenta años después, el propio Wang Shih-ku, después de enterarse de ello por Yen-k'o, intenta ver la pintura. Se entera de que el Sr. Wang obtuvo la pintura del nieto del Sr. Chang. Wang Shih-ku va a ver la pintura, pero se siente, sin embargo, decepcionado cuando la cuelgan. Aunque es una obra maestra, no está a la altura de la descripción que le había dado Yen'ko. Él y Yen-k'o muestran su decepción, aunque el renombrado crítico Lien-chou la elogia como una de las mejores pinturas jamás creadas.
Después de que Wang Shih-ku termina de narrar la historia, él y Yün Nan-t'ien reflexionan sobre si la pintura tenía otra versión o si la obra maestra que vio Yen-k'o nunca existió fuera de su mente. Wang Shih-ku anuncia que incluso si nunca existió, aún puede verla en su mente, por lo que no hay pérdida. Los dos hombres aplauden y ríen después de darse cuenta de esto.

## Personajes
- Wang Shih-ku: el narrador de la historia,  vio una vez la Montaña otoñal, pero se dio cuenta de que no estaba a la altura de la descripción de su amigo Yen-k'o. Se percata de que la asombrosa pintura existe en su mente, si bien tal vez no exista en el mundo real.
- Yün Nan-t'ien: el amigo de Wang Shih-ku que lo invita a tomar el té para contarle la historia.
- Yüan Tsai: el maestro que inicialmente informa a Yen-k'o sobre la Montaña otoñal y le dice dónde encontrarla.
- Yen-k'o - Coleccionista de arte que admira mucho al maestro Ta Ch'ih. Busca la Montaña otoñal y, al verla, hace todo lo que está a su alcance para comprarla. Después de transmitir la perfección absoluta que encuentra en la pintura a Wang Shih-ku, ve la pintura por última vez, solo para no reencontrar la misma maestría que había observado en el pasado.
- Sr. Chang: el propietario original de Montaña otoñal, parece inquieto por la pintura, no está seguro de si su belleza reside solo en su propia mente o si otros también pueden verla. Mantiene una residencia deteriorada pero grandiosa donde se guarda la pintura.
- Nieto del Sr. Chang: el heredero de la propiedad del Sr. Chang, que le da la pintura.
- Sr. Wang: el hombre que obtiene la pintura del nieto del Sr. Chang. La pintura es el orgullo de su colección e invita a los críticos a venir a verla. Después de presenciar las reacciones negativas de Wang Shih-ku y Yen-k'o, intenta ver si hay otra copia más grandiosa de la pintura.
- Lien-chou: un renombrado crítico de arte que declara que Montaña otoñal es una gran obra maestra.

## Temas
Como muchas de sus obras, Montaña otoñal trata sobre la objetividad de la verdad. Los dos amigos no saben si la obra maestra realmente existió alguna vez, pero se percatan de que tal pintura existe al menos en su realidad subjetiva. La pintura parece ser nada más que un producto de la imaginación, Akutagawa afirma, sin embargo,  que la belleza última sí existe, aunque solo sea en la mente del observador.